# Primera Liga de Bulgaria 2019-20
La Primera Liga de Bulgaria 2019-20 conocida también como "Liga Efbet" por razones de patrocinio fue la 96.ª edición de la Primera Liga de Bulgaria la máxima categoría de fútbol profesional en Bulgaria. La temporada comenzó el 12 de julio de 2019 y culminó el 12 de julio de 2020.
El Ludogorets Razgrad obtuvo el noveno título de liga de su historia al ganar por 2-1 al Beroe a 4 fechas del final. Consiguió así, el noveno título de liga consecutivo, igualando el récord de también 9 títulos que tuvo el CSKA Sofia entre los años de 1954 a 1962.

## Formato
Los catorce equipos participantes jugaron entre sí todos contra todos dos veces totalizando 26 partidos cada uno, al término de la fecha veintiséis los seis primeros pasaron a jugar el grupo campeonato mientras que los 8 últimos jugaron en el grupo del descenso.
En el grupo campeonato los seis equipos jugaron todos contra todos dos veces sumando 5 partidos más; al término de la fecha treinta y uno el primer clasificado obtuvo el cupo para la primera ronda de la Liga de Campeones 2020-21, mientras que el segundo clasificado obttuvo el cupo para la primera ronda de la Liga Europea 2020-21; por otro lado el tercer clasificado se jugará un play-off para determinar su participación en la Liga Europea 2020-21.
En el grupo del descenso los ocho equipos participantes se dividieron en dos grupos de cuatro cada uno, dentro de cada grupo se jugaron todos contra todos sumando tres partidos más; al final de la fecha veintinueve los dos últimos clasificados de cada grupo pasarán a jugar los play-offs de regalación mientras que los dos primeros de cada grupo jugarán los paly-offs para la Liga Europea 2020-21.
Un tercer cupo para la primera ronda de la Liga Europea 2020-21 es asignado al campeón de la Copa de Bulgaria.

## Equipos participantes
| Equipo              | Ciudad         | Estadio                     | Capacidad |
| ------------------- | -------------- | --------------------------- | --------- |
| Arda Kardzhali      | Kardzhali      | Arena Arda                  | 15.000    |
| Beroe Stara Zagora  | Stara Zagora   | Estadio Beroe               | 12.128    |
| Botev Plovdiv       | Plovdiv        | Botev 1912 Football Complex | 4.000     |
| Botev Vratsa        | Vratsa         | Estadio Hristo Botev        | 12.000    |
| Cherno More Varna   | Varna          | Estadio Ticha               | 8.250     |
| CSKA Sofia          | Sofia          | Estadio Balgarska Armiya    | 18.495    |
| Dunav Ruse          | Ruse           | Gradski Stadium             | 12.400    |
| Etar Veliko Tarnovo | Veliko Tarnovo | Estadio Ivaylo              | 15.000    |
| Levski Sofia        | Sofia          | Estadio Georgi Asparuhov    | 25.000    |
| Lokomotiv Plovdiv   | Plovdiv        | Estadio Lokomotiv           | 8.500     |
| Ludogorets Razgrad  | Razgrad        | Ludogorets Arena            | 10.422    |
| Slavia Sofia        | Sofia          | Estadio Ovcha Kupel         | 25.556    |
| Tsarsko Selo        | Sofia          | Estadio Ovcha Kupel         | 25.556    |
| Vitosha Bistritsa   | Bistritsa      | Bistritsa Stadium           | 2.500     |

### Ascensos y descensos
| Pos. | Ascendido de Segunda Liga 2018-19 |
| ---- | --------------------------------- |
| 1    | Tsarsko Selo                      |
| 3    | Arda Kardzhali                    |

| Pos. | Descendido de Primera Liga 2018-19 |
| ---- | ---------------------------------- |
| 12   | Septemvri                          |
| 14   | Vereya                             |

## Temporada regular

### Tabla de posiciones
| Pos. | Equipo              | Pts. | PJ | G  | E  | P  | GF | GC | Dif. | Clasificación    |
| ---- | ------------------- | ---- | -- | -- | -- | -- | -- | -- | ---- | ---------------- |
| 1    | Ludogorets Razgrad  | 62   | 26 | 18 | 8  | 0  | 46 | 12 | +34  | Grupo campeonato |
| 2    | Lokomotiv Plovdiv   | 50   | 26 | 14 | 8  | 4  | 49 | 23 | +26  | Grupo campeonato |
| 3    | CSKA Sofia          | 50   | 26 | 14 | 8  | 4  | 41 | 17 | +24  | Grupo campeonato |
| 4    | Levski Sofia        | 49   | 26 | 14 | 7  | 5  | 43 | 19 | +24  | Grupo campeonato |
| 5    | Slavia Sofia        | 45   | 26 | 13 | 6  | 7  | 36 | 28 | +8   | Grupo campeonato |
| 6    | Beroe Stara Zagora  | 43   | 26 | 14 | 1  | 11 | 44 | 34 | +10  | Grupo campeonato |
| 7    | Cherno More Varna   | 40   | 26 | 10 | 10 | 6  | 32 | 24 | +8   | Grupo Descenso   |
| 8    | Arda Kardzhali      | 31   | 26 | 7  | 10 | 9  | 27 | 33 | −6   | Grupo Descenso   |
| 9    | Botev Plovdiv       | 30   | 26 | 8  | 6  | 12 | 26 | 30 | −4   | Grupo Descenso   |
| 10   | Etar Veliko Tarnovo | 27   | 26 | 6  | 9  | 11 | 31 | 45 | −14  | Grupo Descenso   |
| 11   | Tsarsko Selo        | 25   | 26 | 7  | 4  | 15 | 24 | 42 | −18  | Grupo Descenso   |
| 12   | Botev Vratsa        | 22   | 26 | 5  | 7  | 14 | 21 | 46 | −25  | Grupo Descenso   |
| 13   | Dunav Ruse          | 19   | 26 | 4  | 7  | 15 | 21 | 49 | −28  | Grupo Descenso   |
| 14   | Vitosha Bistritsa   | 6    | 26 | 1  | 3  | 22 | 15 | 54 | −39  | Grupo Descenso   |

Actualizado a los partidos jugados el 14 de junio de 2020.
 Fuente: Soccerway
Notas:
1. 1 2  Puntos cara a cara: Lokomotiv Plodiv 4 puntos, CSKA Sofia 1 punto.

### Evolución de la clasificación
| Jornada / Equipo    | 1  | 2  | 3  | 4  | 5  | 6  | 7  | 8  | 9  | 10 | 11 | 12 | 13 | 14 | 15 | 16 | 17 | 18 | 19 | 20 | 21 | 22 | 23 | 24 | 25 | 26 |
| Jornada / Equipo    |    |    |    |    |    |    |    |    |    |    |    |    |    |    |    |    |    |    |    |    |    |    |    |    |    |    |
| ------------------- | -- | -- | -- | -- | -- | -- | -- | -- | -- | -- | -- | -- | -- | -- | -- | -- | -- | -- | -- | -- | -- | -- | -- | -- | -- | -- |
| Ludogorets Razgrad  | 4  | 2  | 1  | 2  | 1  | 1  | 2  | 1  | 1  | 1  | 1  | 1  | 1  | 1  | 1  | 1  | 1  | 1  | 1  | 1  | 1  | 1  | 1  | 1  | 1  | 1  |
| Lokomotiv Plodiv    | 11 | 8  | 4  | 5  | 2  | 3  | 3  | 3  | 3  | 3  | 3  | 2  | 2  | 2  | 3  | 2  | 3  | 3  | 3  | 3  | 3  | 2  | 2  | 2  | 2  | 2  |
| CSKA Sofia          | 6  | 11 | 7  | 6  | 7  | 5  | 5  | 4  | 4  | 4  | 4  | 4  | 4  | 4  | 4  | 4  | 4  | 4  | 4  | 4  | 4  | 4  | 4  | 4  | 3  | 3  |
| Levski Sofia        | 1  | 3  | 2  | 1  | 3  | 2  | 1  | 2  | 2  | 2  | 2  | 3  | 3  | 3  | 2  | 3  | 2  | 2  | 2  | 2  | 2  | 3  | 3  | 3  | 4  | 4  |
| Slavia Sofia        | 5  | 6  | 9  | 10 | 8  | 8  | 8  | 8  | 8  | 9  | 8  | 8  | 6  | 5  | 5  | 5  | 8  | 6  | 5  | 5  | 5  | 5  | 5  | 5  | 5  | 5  |
| Beroe Stara         | 2  | 5  | 10 | 7  | 5  | 4  | 4  | 5  | 5  | 5  | 5  | 6  | 7  | 7  | 7  | 8  | 7  | 8  | 8  | 7  | 7  | 6  | 6  | 7  | 6  | 6  |
| Cherno More Varna   | 3  | 1  | 3  | 3  | 4  | 6  | 6  | 7  | 7  | 7  | 7  | 5  | 5  | 6  | 6  | 7  | 6  | 5  | 6  | 6  | 6  | 7  | 7  | 6  | 7  | 7  |
| Arda Kardzhali      | 8  | 10 | 5  | 4  | 6  | 7  | 7  | 6  | 6  | 6  | 6  | 7  | 8  | 8  | 8  | 6  | 5  | 7  | 7  | 9  | 9  | 9  | 9  | 9  | 8  | 8  |
| Botev Plovdiv       | 9  | 4  | 6  | 8  | 10 | 12 | 10 | 9  | 9  | 12 | 12 | 13 | 13 | 13 | 12 | 11 | 9  | 9  | 9  | 8  | 8  | 8  | 8  | 8  | 9  | 9  |
| Etar Veliko Tarnovo | 7  | 9  | 8  | 9  | 11 | 10 | 13 | 10 | 11 | 8  | 9  | 11 | 9  | 9  | 10 | 9  | 10 | 11 | 10 | 10 | 11 | 10 | 10 | 10 | 10 | 10 |
| Tsarsko Selo Sofia  | 13 | 12 | 13 | 13 | 13 | 13 | 11 | 12 | 13 | 13 | 13 | 12 | 11 | 11 | 9  | 12 | 12 | 12 | 12 | 12 | 10 | 11 | 11 | 11 | 11 | 11 |
| Botev Vratsa        | 12 | 7  | 12 | 11 | 12 | 11 | 9  | 11 | 12 | 11 | 11 | 10 | 12 | 12 | 13 | 13 | 13 | 13 | 13 | 13 | 13 | 13 | 13 | 12 | 12 | 12 |
| Dunav Ruse          | 14 | 14 | 11 | 12 | 9  | 9  | 12 | 13 | 10 | 10 | 10 | 9  | 10 | 10 | 11 | 10 | 11 | 10 | 11 | 11 | 12 | 12 | 12 | 13 | 13 | 13 |
| Vitosha Bistritsa   | 10 | 13 | 14 | 14 | 14 | 14 | 14 | 14 | 14 | 14 | 14 | 14 | 14 | 14 | 14 | 14 | 14 | 14 | 14 | 14 | 14 | 14 | 14 | 14 | 14 | 14 |

### Resultados
| Local \ Visitante   | ARD | BER | BPL | BVR | CHE | CSK | DUN | ETA | LEV | LOK | LUD | SLA | TSA | VIT |
| ------------------- | --- | --- | --- | --- | --- | --- | --- | --- | --- | --- | --- | --- | --- | --- |
| Arda Kardzhali      | —   | 3–1 | 0–0 | 2–1 | 0–0 | 0–0 | 0–2 | 2–1 | 1–3 | 2–5 | 1–1 | 0–1 | 0–2 | 2–0 |
| Beroe Stara Zagora  | 0–1 | —   | 2–0 | 4–0 | 3–0 | 2–1 | 2–0 | 2–0 | 1–1 | 2–0 | 2–4 | 1–2 | 2–0 | 1–0 |
| Botev Plovdiv       | 1–1 | 3–1 | —   | 0–1 | 1–1 | 0–1 | 3–1 | 2–0 | 1–0 | 0–0 | 0–1 | 0–1 | 0–2 | 2–1 |
| Botev Vratsa        | 3–1 | 1–3 | 3–0 | —   | 1–1 | 0–3 | 0–0 | 2–1 | 0–0 | 1–4 | 0–1 | 0–2 | 0–1 | 1–1 |
| Cherno More Varna   | 1–1 | 2–0 | 2–0 | 4–1 | —   | 0–2 | 1–1 | 1–1 | 2–2 | 3–1 | 1–2 | 0–0 | 1–0 | 2–0 |
| CSKA Sofia          | 3–2 | 2–0 | 1–0 | 1–0 | 1–3 | —   | 4–0 | 2–2 | 2–2 | 1–1 | 0–0 | 1–0 | 3–0 | 4–0 |
| Dunav Ruse          | 0–0 | 0–3 | 1–2 | 0–0 | 0–2 | 1–1 | —   | 0–2 | 1–4 | 0–3 | 0–1 | 0–0 | 3–1 | 2–0 |
| Etar Veliko Tarnovo | 1–1 | 2–1 | 2–2 | 1–1 | 1–0 | 0–4 | 5–3 | —   | 0–0 | 0–5 | 1–1 | 0–2 | 1–1 | 1–0 |
| Levski Sofia        | 2–1 | 1–3 | 3–1 | 3–1 | 3–0 | 0–0 | 2–0 | 3–0 | —   | 1–0 | 0–1 | 1–2 | 2–0 | 2–0 |
| Lokomotiv Plovdiv   | 0–0 | 3–0 | 1–1 | 2–0 | 1–0 | 1–0 | 3–1 | 2–0 | 0–0 | —   | 1–1 | 3–2 | 4–0 | 1–1 |
| Ludogorets Razgrad  | 2–0 | 3–1 | 2–1 | 6–0 | 1–1 | 0–0 | 5–1 | 2–0 | 2–0 | 2–1 | —   | 0–0 | 2–0 | 2–0 |
| Slavia Sofia        | 2–3 | 2–4 | 2–1 | 2–2 | 0–1 | 1–2 | 3–1 | 2–1 | 0–2 | 1–1 | 1–1 | —   | 1–0 | 3–2 |
| Tsarsko Selo        | 0–0 | 2–1 | 0–3 | 3–0 | 1–1 | 2–1 | 1–2 | 2–2 | 0–2 | 2–3 | 0–2 | 1–3 | —   | 1–0 |
| Vitosha Bistritsa   | 1–3 | 1–2 | 0–2 | 0–2 | 0–2 | 0–1 | 1–1 | 2–6 | 0–4 | 2–3 | 0–1 | 0–1 | 3–2 | —   |

## Ronda de Campeonato

### Tabla de posiciones
| Pos. | Equipo                 | Pts. | PJ | G  | E  | P  | GF | GC | Dif. | Clasificación 2020–21                 |
| ---- | ---------------------- | ---- | -- | -- | -- | -- | -- | -- | ---- | ------------------------------------- |
| 1    | Ludogorets Razgrad (C) | 72   | 31 | 21 | 9  | 1  | 59 | 18 | +41  | Primera ronda de la Liga de Campeones |
| 2    | CSKA Sofia             | 59   | 31 | 16 | 11 | 4  | 52 | 22 | +30  | Primera ronda de la Liga Europa       |
| 3    | Slavia Sofia (O)       | 55   | 31 | 16 | 7  | 8  | 42 | 32 | +10  | Play-offs para la Liga Europa         |
| 4    | Levski Sofia           | 53   | 31 | 15 | 8  | 8  | 50 | 30 | +20  |                                       |
| 5    | Lokomotiv Plovdiv      | 53   | 31 | 15 | 8  | 8  | 53 | 35 | +18  | Primera ronda de la Liga Europa       |
| 6    | Beroe Stara Zagora     | 49   | 31 | 16 | 1  | 14 | 50 | 43 | +7   |                                       |

Actualizado a los partidos jugados el 12 julio de 2020.
 Fuente: Soccerway
Notas:
1. 1 2  Puntos cara a cara en la Temporada regular: Levski Sofia 4 puntos, Lokomotiv Plodiv 1 punto.
2. ↑  Lokomotiv Plovdiv obtuvo un cupo para la Primera ronde la Liga Europa 2020-21, al ganar la Copa de Bulgaria 2019-20

### Evolución de la clasificación
| Jornada / Equipo   | 1 | 2 | 3 | 4 | 5 |
| Jornada / Equipo   |   |   |   |   |   |
| ------------------ | - | - | - | - | - |
| Ludogorets Razgrad | 1 | 1 | 1 | 1 | 1 |
| CSKA Sofia         | 2 | 3 | 3 | 2 | 2 |
| Slavia Sofia       | 5 | 5 | 4 | 4 | 3 |
| Levski Sofia       | 4 | 2 | 2 | 3 | 4 |
| Lokomotiv Plovdiv  | 3 | 4 | 5 | 5 | 5 |
| Beroe Stara Zagora | 6 | 6 | 6 | 6 | 6 |

### Resultados
| Local \ Visitante  | BER | CSK | LEV | LOK | LUD | SLA |
| ------------------ | --- | --- | --- | --- | --- | --- |
| Beroe Stara Zagora | —   | —   | 1–2 | —   | —   | 2–0 |
| CSKA Sofia         | 5–0 | —   | 3–3 | —   | 1–1 | —   |
| Levski Sofia       | —   | —   | —   | 1–2 | —   | 1–2 |
| Lokomotiv Plovdiv  | 0–2 | 1–2 | —   | —   | —   | 0–1 |
| Ludogorets Razgrad | 2–1 | —   | 3–0 | 6–1 | —   | —   |
| Slavia Sofia       | —   | 0–0 | —   | —   | 3–1 | —   |

## Grupo Descenso

### Grupo A
| Pos. | Equipo              | Pts. | PJ | G  | E  | P  | GF | GC | Dif. | Clasificación o descenso                    |
| ---- | ------------------- | ---- | -- | -- | -- | -- | -- | -- | ---- | ------------------------------------------- |
| 1    | Cherno More Varna   | 47   | 29 | 12 | 11 | 6  | 39 | 27 | +12  | Play-offs para la Liga Europa               |
| 2    | Etar Veliko Tarnovo | 31   | 29 | 7  | 10 | 12 | 34 | 48 | −14  | Play-offs para la Liga Europa               |
| 3    | Tsarsko Selo        | 31   | 29 | 9  | 4  | 16 | 27 | 46 | −19  | Clasifica a playoffs de descenso            |
| 4    | Vitosha Bistritsa   | 6    | 29 | 1  | 3  | 25 | 15 | 57 | −42  | Descenso a Segunda Liga de Bulgaria 2020-21 |

Actualizado a los partidos jugados el 2 de julio de 2020.
 Fuente: Soccerway
Notas:
1. 1 2  Puntos cara a cara en la Temporada regular: Etar 2 puntos, Tsarsko Selo 2 puntos, Etar marcó mas goles de visita en los 2 duelos.

#### Resultados
| Local \ Visitante   | CHE | ETA | TSA | VIT |
| ------------------- | --- | --- | --- | --- |
| Cherno More Varna   | —   | 2–2 | —   | 1–0 |
| Etar Veliko Tarnovo | —   | —   | 0–1 | 1–0 |
| Tsarsko Selo        | 1–4 | —   | —   | —   |
| Vitosha Bistritsa   | —   | —   | 0–1 | —   |

### Grupo B
| Pos. | Equipo         | Pts. | PJ | G  | E  | P  | GF | GC | Dif. | Clasificación o descenso         |
| ---- | -------------- | ---- | -- | -- | -- | -- | -- | -- | ---- | -------------------------------- |
| 1    | Botev Plovdiv  | 36   | 29 | 10 | 6  | 13 | 32 | 34 | −2   | Play-offs para la Liga Europa    |
| 2    | Arda Kardzhali | 35   | 28 | 8  | 11 | 9  | 28 | 35 | −7   | Play-offs para la Liga Europa    |
| 3    | Botev Vratsa   | 26   | 29 | 6  | 8  | 15 | 26 | 50 | −24  | Clasifica a playoffs de descenso |
| 4    | Dunav Ruse     | 22   | 29 | 5  | 7  | 17 | 25 | 55 | −30  | Clasifica a playoffs de descenso |

Actualizado a los partidos jugados el 3 de julio de 2020.
 Fuente: Soccerway

#### Resultados
| Local \ Visitante | ARD | BPL | BVR | DUN |
| ----------------- | --- | --- | --- | --- |
| Arda Kardzhali    | —   | 1–0 | —   | 0–2 |
| Botev Plovdiv     | —   | —   | 3–2 | 3–1 |
| Botev Vratsa      | 0–0 | —   | —   | —   |
| Dunav Ruse        | —   | —   | 1–3 | —   |

## Play-offs para la Liga Europa

### Cuartos de final
| Equipo 1          | Resultado | Equipo 2            |
| ----------------- | --------- | ------------------- |
| Cherno More Varna | 1–0       | Arda Kardzhali      |
| Botev Plovdiv     | 1–0       | Etar Veliko Tarnovo |

### Semifinal
| Equipo 1          | Resultado | Equipo 2      |
| ----------------- | --------- | ------------- |
| Cherno More Varna | 0–1       | Botev Plovdiv |

### Final
| Equipo 1     | Resultado | Equipo 2      |
| ------------ | --------- | ------------- |
| Slavia Sofia | 2–1       | Botev Plovdiv |

## Play-offs de descenso

### Tabla de posiciones
| Pos. | Equipo           | Pts. | PJ | G | E | P | GF | GC | Dif. | Clasificación o descenso                                  |
| ---- | ---------------- | ---- | -- | - | - | - | -- | -- | ---- | --------------------------------------------------------- |
| 1    | Botev Vratsa     | 4    | 2  | 1 | 1 | 0 | 3  | 0  | +3   |                                                           |
| 2    | Dunav Ruse       | 4    | 2  | 1 | 1 | 0 | 1  | 0  | +1   | Play-off de descenso contra el Tercero de la Segunda Liga |
| 3    | Tsarsko Selo (O) | 0    | 2  | 0 | 0 | 2 | 0  | 4  | −4   | Play-off de descenso contra el Segundo de la Segunda Liga |

Actualizado a los partidos jugados el 13 de julio de 2020.
 Fuente: Soccerway

#### Resultados
| Local \ Visitante | BVR | DUN | TSA |
| ----------------- | --- | --- | --- |
| Botev Vratsa      | —   | 0–0 | —   |
| Dunav Ruse        | —   | —   | 1–0 |
| Tsarsko Selo      | 0–3 | —   | —   |

### Partidos
| Equipo 1     | Resultado | Equipo 2        |
| ------------ | --------- | --------------- |
| Dunav Ruse   | 1–4       | Motana          |
| Tsarsko Selo | 2–0       | Septemvri Sofia |

## Goleadores
| Pos. | Jugador          | Club               | Goles |
| ---- | ---------------- | ------------------ | ----- |
| 1    | Martin Kamburov  | Beroe Stara Zagora | 18    |
| 2    | Ismail Isa       | Cherno More Varna  | 13    |
| 2    | Ali Sowe         | CSKA Sofia         | 13    |
| 4    | Dimitar Iliev    | Lokomotiv Plovdiv  | 12    |
| 4    | Claudiu Keșerü   | Ludogorets Razgrad | 12    |
| 6    | Nigel Robertha   | Levski Sofia       | 11    |
| 7    | Evandro          | CSKA Sofia         | 10    |
| 7    | Radoslav Vasilev | Arda Kardzhali     | 10    |
| 9    | Todor Nedelev    | Botev Plovdiv      | 9     |
| 9    | Stanislav Ivanov | Levski Sofia       | 9     |